# Krasnopolje (Kaliningrad, Gussew)
Krasnopolje (russisch Краснополье, deutsch Pötschkehmen, 1934 bis 1945 Pötschwalde, litauisch Pėčkiemis) ist ein Ort in der russischen Oblast Kaliningrad. Er gehört zur kommunalen Selbstverwaltungseinheit Stadtkreis Gussew im Rajon Gussew.

## Geographische Lage
Krasnopolje liegt am Nordufer der Pissa und zwölf Kilometer nordwestlich der Stadt Gussew (Gumbinnen) an der Kommunalstraße 27K-181, die Furmanowo (Stannaitschen/Zweilinden) und Priosjornoje (Gerwischkehmen/Gerwen) mit der Stadt Tschernjachowsk (Insterburg) verbindet. Vor 1945 war im Nachbarort Lesnoje die nächste Bahnstation. Sie lag an der Bahnstrecke Insterburg–Kraupischken der Insterburger Kleinbahnen, die heute nicht mehr in Betrieb ist.

## Geschichte
Das einst wohl Halwinthenn genannte kleine Dorf war zwischen 1874 und 1945 in den Amtsbezirk Gerwischkehmen eingegliedert. Er wurde 1939 in „Amtsbezirk Gerwen“ umbenannt und gehörte zum Kreis Gumbinnen im Regierungsbezirk Gumbinnen der preußischen Provinz Ostpreußen.
In Pötschkehmen waren im Jahre 1910 431 Einwohner registriert, von denen 299 im Dorf und 132 im Gutsbezirk lebten. Das Gut Pötschkehmen wurde 1920 in die Landgemeinde Wilhelmsberg umgewandelt (nach 1945 russisch zunächst Prigorskoje, heute ein Teil von Krasnopolje). Die Einwohnerzahl des Dorfes verringerte sich bis 1933 auf 253 und belief sich 1939 noch auf 254. Am 14. Dezember 1934 wurde Pötschkehmen in „Pötschwalde“ umbenannt.
Im Jahr 1945 kam der Ort in Kriegsfolge mit dem nördlichen Ostpreußen zur Sowjetunion. 1947 erhielt er den russischen Namen „Krasnopolje“ und wurde gleichzeitig Sitz eines Dorfsowjets im Rajon Gussew. 1954 gelangte Krasnopolje mit dem gesamten Dorfsowjet in den Pokrowski selski Sowet. Von 2008 bis 2013 gehörte der Ort zur Landgemeinde Michailowskoje selskoje posselenije und seither zum Stadtkreis Gussew.

### Krasnopolski selski Sowet 1947–1954
Der Dorfsowjet Krasnopolski selski Sowet (ru. Краснопольский сельский Совет) wurde im Juni 1947 im Rajon Gussew eingerichtet. Im Jahr 1954 wurde der Dorfsowjet wieder aufgelöst und an den Pokrowski selski Sowet angeschlossen.
| Ortsname                  | Name bis 1947                               |
| ------------------------- | ------------------------------------------- |
| Bugry (Бугры)             | Laugallen, 1938–1945: „Heubude“             |
| Jelowoje (Еловое)         | Kasenowsken, 1935–1947: „Tannsee“           |
| Krasnopolje (Краснополье) | Pötschkehmen, 1934–1947: „Pötschwalde“      |
| Prigorskoje (Пригорское)  | Pötschkehmen [Gut], seit 1920: Wilhelmsberg |
| Priosjornoje (Приозёрное) | Gerwischkehmen [Dorf], 1938–1945: „Gerwen“  |

## Kirche
Die große Mehrheit der Bevölkerung Pötschkehmens resp. Pötschwalde war vor 1945 evangelischer Konfession und in das Kirchspiel der Kirche Gerwischkehmen (der Ort hieß zwischen 1938 und 1946: Gerwen, heute russisch: Priosjornoje) eingepfarrt. Sie war Teil des Kirchenkreises Gumbinnen in der Kirchenprovinz Ostpreußen der Kirche der Altpreußischen Union. Heute liegt Krasnopolje im Einzugsgebiet der neu entstandenen evangelisch-lutherischen Gemeinde der Salzburger Kirche in Gussew (Gumbinnen) innerhalb der Propstei Kaliningrad der Evangelisch-lutherischen Kirche Europäisches Russland.